# In Their Skin
In Their Skin är en kanadensisk långfilm från 2012 i regi av Jeremy Power Regimbal, med Selma Blair, Joshua Close, James D'Arcy och Rachel Miner i rollerna. Filmen var tidigare känd under titeln Replicas.

## Handling
Efter att ha förlorat sin dotter flyttar den sörjande familjen ut på landet. Men det är där ute som den verkliga mardrömmen börjar.

## Rollista
| Selma Blair     | – Mary    |
| Joshua Close    | – Mark    |
| James D'Arcy    | – Bobby   |
| Rachel Miner    | – Jane    |
| Quinn Lord      | – Brendon |
| Alex Ferris     | – Jared   |
| Leanne Adachi   | – Medic   |
| Matt Bellefleur | – Toby    |

## Mottagande
Efter att över 500 användare röstat på Internet Movie Database har In Their Skin 5.3/10 i snitt. Filmen blev inte heller väl mottagen hos kritiker, bland annat skrev en: "In Their Skin fails in almost all regards". Frank Scheck på The Hollywood Reporter var mer positiv, men det bra skådespeleriet lyckades inte bära upp filmen:
| ” | But despite the excellent work by the actors—D’Arcy makes a truly creepy villain and Blair brings unexpected depths to the grieving wife—the film is neither lurid enough to work on B-movie terms nor deep enough to rise above its familiar tropes. | „ |